# Nomada yakushimensis
Nomada yakushimensis là một loài Hymenoptera trong họ Apidae. Loài này được Mitai, Ikudome & Tadauchi mô tả khoa học năm 2007.